# وان، نوا اسکوشیا
وان، نوا اسکوشیا (انگلیسی: Vaughan, Nova Scotia) ناحیه‌ای در استان نوا اسکوشیا است که در منطقهٔ وست هانتس واقع شده‌است و قرار است «پروژه انرژی بادی کانوی جنوبی» در این مکان راه‌اندازی شود.